# Eivind Tangen
Eivind Tangen, né le 4 mai 1993 à Bergen, est un joueur de handball norvégien professionnel évoluant au poste d'arrière droit. 

## Palmarès

### En sélection
- 4e place au championnat d'Europe 2016 en Pologne
- Médaille d'argent au championnat du monde 2017 en France